# 純心中学校・純心女子高等学校
純心中学校・純心女子高等学校（じゅんしんちゅうがっこう・じゅんしんじょしこうとうがっこう, Junshin Junior and Senior Girls' High School）は長崎県長崎市文教町にある私立の併設型中高一貫校。

## 概要
設置者
「学校法人純心女子学園」（カトリックの女子修道会である長崎純心聖母会を母体とする）
学園標語
- 「先ず孝行」
- 「マリアさま、いやなことは私がよろこんで」

校章
「心」という文字に音楽の五線を加え、聖母マリアの諸徳である「愛徳・純潔・謙遜・柔和・従順」を表す。
学園歌
フランス聖歌に、シスターの八田カネが作詞した歌詞をのせたもの。
姉妹校
- 鹿児島純心女子中学校・高等学校
- 川内純心女子高等学校（2009年閉校）
- 東京純心女子中学校・高等学校

## 沿革

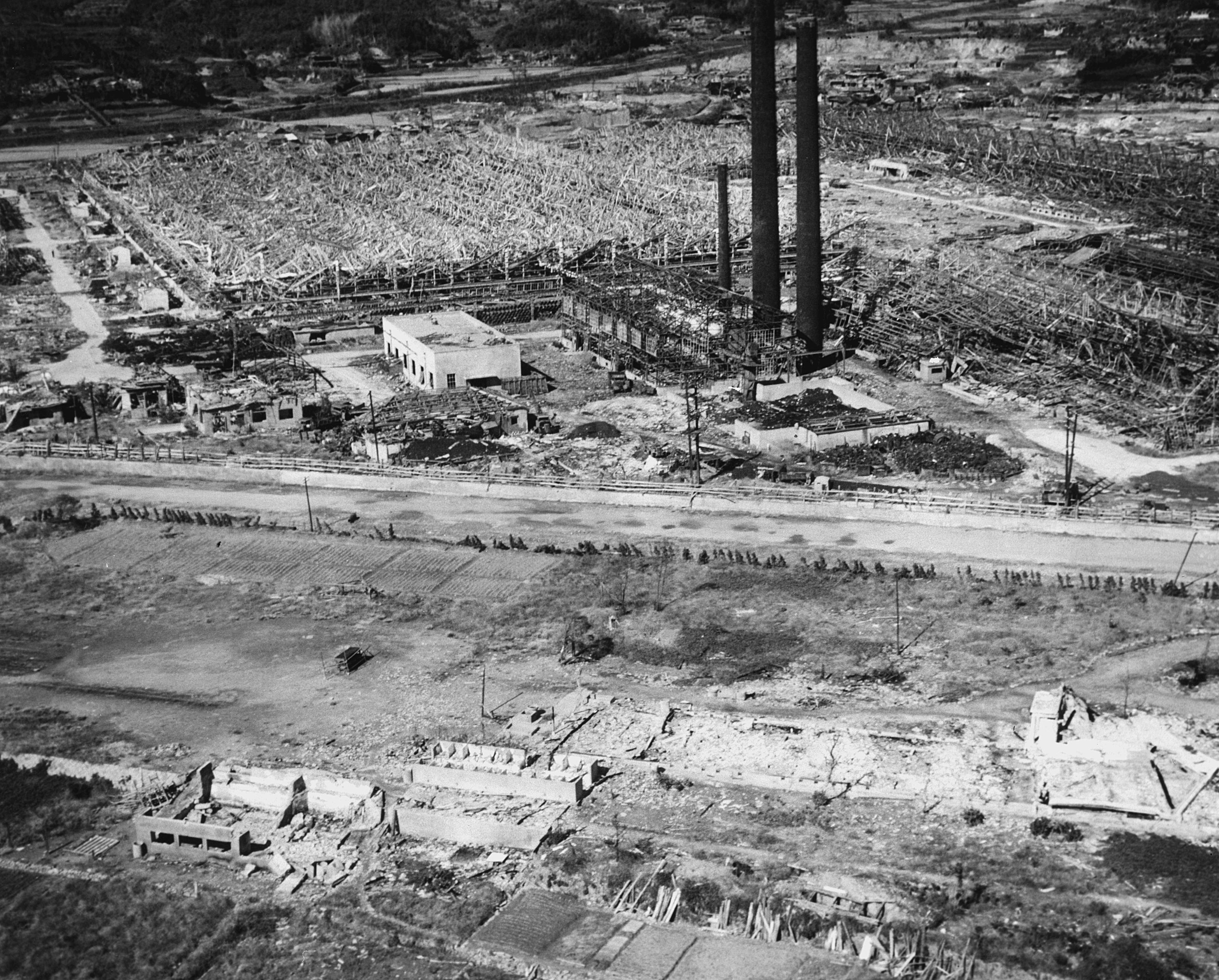
原爆で壊滅した純心高等女学校
（手前の白い基礎部分）

- 1934年（昭和9年）- 長崎純心聖母会が創立。
- 1935年（昭和10年）- 長崎市西中町（現・中町）に「純心女学院」が創立。
- 1936年（昭和11年）- 「長崎純心高等女学校」に改称。
- 1937年（昭和12年）- 長崎市家野町（現在地）に移転。
- 1945年（昭和20年）
  - 8月9日 - 原爆により校舎全壊。生徒、教職員合わせて214名が死亡。
  - 10月 - 大村市植松にあった元大村海軍工廠宿舎（大村市）を仮校舎として授業を再開。
- 1947年（昭和22年）4月 - 学制改革により、「純心中学校」（新制中学校）が開校。
- 1948年（昭和23年）4月 - 学制改革により、「純心女子高等学校」（新制高等学校）が開校。長崎市家野町（現・文教町）に校地復帰し、授業を開始。
- 2013年（平成25年）4月 - 新校舎（本館5階建て）が完成。

## 部活動
- 音楽部（高校）- 毎年の長崎原爆犠牲者慰霊平和祈念式典にて、大島ミチルの作曲になる「千羽鶴」の合唱を担当。
  - 1949年（昭和24年）第26回NHK全国学校音楽コンクール全国コンクール3位
  - 1997年（平成9年）第48回全日本合唱コンクール同声合唱の部銅賞
  - 2002年（平成14年）第55回全日本合唱コンクール高校Aグループ銀賞
  - 2004年（平成16年）第57回全日本合唱コンクール高校Aグループ銅賞
  - 2008年（平成20年）第63回九州合唱コンクール朝日新聞社大賞（九州第1位）、第61回全日本合唱コンクール高校Aグループ金賞
  - 2009年（平成21年）第64回九州合唱コンクール朝日新聞大賞、第62回全日本合唱コンクール高校Aグループ金賞

- コーラス部（中学）
  - 1997年（平成9年）第48回全日本合唱コンクール同声合唱の部銅賞

- バレーボール部（高校）
  - 2023年（令和5年）長崎県高等学校総体校総合体育大会バレーボール競技優勝 - 48年ぶり8回目のインターハイ出場 [1]
  - 2023年 春の高校バレー長崎大会優勝 - 49年ぶり9回目の第76回春の高校バレー出場[2]

## 著名な出身者
- 豊崎なつき(アナウンサー)
- 永井茅乃 （作家） 永井隆の次女、学校教員
- 大島ミチル（作曲家）
- 永田睦子（元・WJBLシャンソン化粧品Vマジック）
- 出岐奏（JALラビッツ）

## アクセス
学校の目の前にバス停（純心校前停留所）があるが、本数が少ないため、大半の生徒は本数の多い国道206号上のバス停（長崎大学前停留所）を利用する。
最寄りの鉄道駅
- 長崎電気軌道1・2・3系統 岩屋橋電停または長崎大学電停下車徒歩約7分

最寄りのバス停
- 長崎バス
  - 1・2系統 長崎振興局バス停または長崎大学前バス停下車 徒歩約7分　（本数多い）
  - 番号なし系統 純心校前バス停下車 徒歩すぐ（本数少ない）
- 県営バス 純心校前バス停または長大東門前バス停下車徒歩すぐ（本数少ない）